# دمیتری کرامارنکو
دمیتری کرامارنکو (انگلیسی: Dmitry Kramarenko؛ زادهٔ ۱۲ سپتامبر ۱۹۷۴) بازیکن فوتبال سابق و مربی کنونی اهل جمهوری آذربایجان است.
از باشگاه‌هایی که در آن بازی کرده‌است می‌توان به باشگاه فوتبال تورپدو مسکو، باشگاه فوتبال دینامو مسکو، باشگاه فوتبال خزر لنکران، باشگاه فوتبال سیمرغ زاقاتالا، باشگاه فوتبال بالتیکا کالینینگراد، باشگاه فوتبال احمد گروزنی، باشگاه فوتبال نفتچی باکو، باشگاه فوتبال باکو، باشگاه فوتبال اسپارتاک ولادی‌قفقاز، باشگاه فوتبال زسکا مسکو، و باشگاه فوتبال کشله اشاره کرد.
وی همچنین در تیم ملی فوتبال جمهوری آذربایجان بازی کرده‌است.